# Janet Evans
Janet Elizabeth Evans (Fullerton, 28 de agosto de 1971) é uma nadadora dos Estados Unidos, ganhadora de quatro medalhas de ouro em Jogos Olímpicos e especialista em provas de fundo.
Foi recordista mundial dos 400 metros livres entre 1987 e 2006, dos 800 metros livres entre 1988 e 2008, e dos 1500 metros livres entre 1987 e 2007, tendo possuído os recordes mundiais mais duradouros de todos os tempos.
Foi nomeada a "Nadadora do Ano" pela revista Swimming World Magazine nos anos de 1987, 1989 e 1990.